# Институт гидродинамики имени М. А. Лаврентьева СО РАН
Институт гидродинамики им. М. А. Лаврентьева СО РАН (ИГиЛ СО РАН) — институт Сибирского отделения Российской академии наук, организован в 1957 году  РАН) постановлением Президиума Академии наук СССР от 7 июня 1957 г. № 448 в соответствии с постановлением Совета Министров СССР от 18 мая 1957 года № 564. Расположен в Новосибирске.

## Общие сведения
Среди основных направлений научной деятельности Института: математические проблемы механики сплошных сред, физика и механика высокоэнергетических процессов, механика жидкостей и газов, механика деформируемого твердого тела.

## История
Институт был основан 7 июня 1957 года и стал одним из первых в СО АН СССР. В 1980 году ему присвоено имя академика М. А. Лаврентьева.
В разное время в Институте работали выдающиеся учёные академики М. А. Лаврентьев, П. Я. Кочина, И. Н. Векуа, Ю. Н. Работнов, Б. В. Войцеховский, В. Н. Монахов, О. Ф. Васильев, члены-корреспонденты АН СССР Э. И. Григолюк, Р. И. Солоухин, член-корреспондент РАН В. М. Тешуков, лауреат Государственной премии РФ В. В. Митрофанов.

### Высокопоставленные гости
Вице-президент США Ричард Никсон (1959).

## Директора
- 1957—1976 — Лаврентьев, Михаил Алексеевич, основатель Института, академик АН СССР
- 1976—1986 — Овсянников, Лев Васильевич, член-корреспондент АН СССР, академик АН СССР (с 1987)
- 1986—2004 — Титов, Владимир Михайлович, член-корреспондент АН СССР, академик АН СССР (с 1990)
- 2004—2008 — Тешуков, Владимир Михайлович, член-корреспондент РАН
- 2008—2010 — и. о. Титов, Владимир Михайлович
- 2010—2015 — Васильев, Анатолий Александрович, д.ф.-м.н.
- 2015—2019 — Сергей Валерьевич Головин, д.ф.-м.н.[4]
- с 2019 — Евгений Валерьевич Ерманюк, д.ф.-м.н.

## Структура
Кроме научной работы проводится подготовка молодых специалистов. На 2023 год учебный процесс осуществляется совместно с физическим и механико-математическим факультетами Новосибирского государственного университета (2 учебно-научных центра «Механика сплошных сред», «Физика сплошных сред»; 4 совместные кафедры с НГУ и 1 кафедра с Новосибирским государственным техническим университетом). Действуют два Совета по защитам докторских и кандидатских диссертаций, работает аспирантура. Также действует Конструкторско-технологический филиал Института гидродинамики.

#### Теоретический отдел
(Зав.отд.)
- Лаборатория дифференциальных уравнений (Зав.лаб. д.ф.-м.н. А. П. Чупахин)
- Лаборатория математического моделирования фазовых переходов (Зав.лаб. чл.-корр. РАН П. И. Плотников)

#### Отдел взрывных процессов
(Зав. отд.)
- Лаборатория высокоскоростных процессов (Зав.лаб. к.ф.-м.н. Юношев Александр Сергеевич)
- Лаборатория динамических воздействий (Зав.лаб. д.т. н. Игорь Валентинович Яковлев)

#### Отдел физической гидродинамики
(Зав.отд. проф. В. К. Кедринский)
- Лаборатория механики многофазных сред и кумуляции (Зав.лаб. д.ф.-м.н. Валерий Кириллович Кедринский)
- Лаборатория вихревых движений жидкости и газа (Зав.лаб.д.ф.-м.н. Виктор Васильевич Никулин)
- Лаборатория физики высоких плотностей энергии (Зав.лаб.д.ф.-м.н. Гилев Сергей Данилович)

#### Отдел механики деформируемого твердого тела
(Зав.отд. академик Б. Д. Аннин)
- Лаборатория статической прочности
- Лаборатория механики композитов
- Лаборатория механики разрушения материалов и конструкций (Зав. лаб. д.ф.-м.н. Сергей Николаевич Коробейников)

#### Отдел быстропротекающих процессов
(Зав. отд.)
- Лаборатория динамики гетерогенных систем
- Лаборатория газовой детонации (Зав. лаб. д.ф.-м.н. А. А. Васильев)
- Лаборатория физики взрыва
- Лаборатория детонационных течений

#### Отдел прикладной гидродинамики
(Зав. отд. д.ф.-м.н. Е. В. Ерманюк)
- Лаборатория прикладной и вычислительной гидродинамики (Зав.лаб. д.ф.-м.н. В. В. Остапенко)
- Лаборатория экспериментальной прикладной гидродинамики (Зав.лаб. д.ф.-м.н. Евгений Валерьевич Ерманюк)
- Лаборатория гидроаэроупругости (Зав.лаб. д.ф.-м.н. Александр Михайлович Хлуднев)
- Лаборатория фильтрации (Зав.лаб. д.ф.-м.н. Владимир Валентинович Шелухин)

## Сотрудники института
В Институте работают академики Б. Д. Аннин, члены-корреспонденты РАН П. И. Плотников, В. В. Пухначёв, лауреаты Государственной премии Российской Федерации В. Ю. Ляпидевский и С. В. Сухинин, 66 докторов и 79 кандидатов наук.

## Награды
- 1971 год — Институт награждён Орденом Трудового Красного Знамени — «За успехи в развитии гидродинамики и подготовку высококвалифицированных научных кадров»[7]